# Giorgio Tornati
Giorgio Tornati, né le 5 novembre 1937, est un homme politique italien. Il a été sénateur (1987–1992), et maire de Pesaro à trois reprises (1978–1980, 1980–1985, 1985–1987),.